# Sainte-Mère-Église (Sainte-Mère-Église)
Sainte-Mère-Église ist eine Ortschaft und eine ehemalige französische Gemeinde mit 1.513 Einwohnern (Stand: 1. Januar 2022) im Département Manche in der Region Normandie. Sie gehörte zum Arrondissement Cherbourg und zum Kanton Carentan. Die Einwohner werden Sainte-Mère-Églisais genannt.
Mit Wirkung vom 1. Januar 2016 wurden die früheren Gemeinden Sainte-Mère-Église, Beuzeville-au-Plain, Chef-du-Pont, Écoquenéauville und Foucarville zur namensgleichen Commune nouvelle Sainte-Mère-Église zusammengeschlossen und haben in der neuen Gemeinde den Status einer Commune déléguée. Der Verwaltungssitz ist im Ort Sainte-Mère-Église.
Mit Wirkung vom 1. Januar 2019 wurden auch die Gemeinden Carquebut und Ravenoville in die Commune nouvelle integriert. Diese haben ebenfalls den Status als Commune déléguée.

## Toponymie
Die ursprüngliche Bedeutung des Ortsnamens ist „Kirche der Heiligen Maria“. Im Mittelalter hieß die Gemeinde Sancte Marie ecclesia. Aus dem Vornamen Marie wurde schließlich mère (französisch für „Mutter“).

## Geografie, Infrastruktur
Sainte-Mère-Église liegt auf der Halbinsel Cotentin, in der Landschaft Plain, zwischen Valognes und Carentan.
Sainte-Mère-Église wird von der vom Département Manche betriebenen Buslinie Manéo Nr. 1 angefahren (Buslinie Saint-Lô-Carentan-Valognes-Cherbourg). Die nächste Haltestelle auf der Bahnstrecke Paris-Cherbourg ist Carentan.

## Geschichte

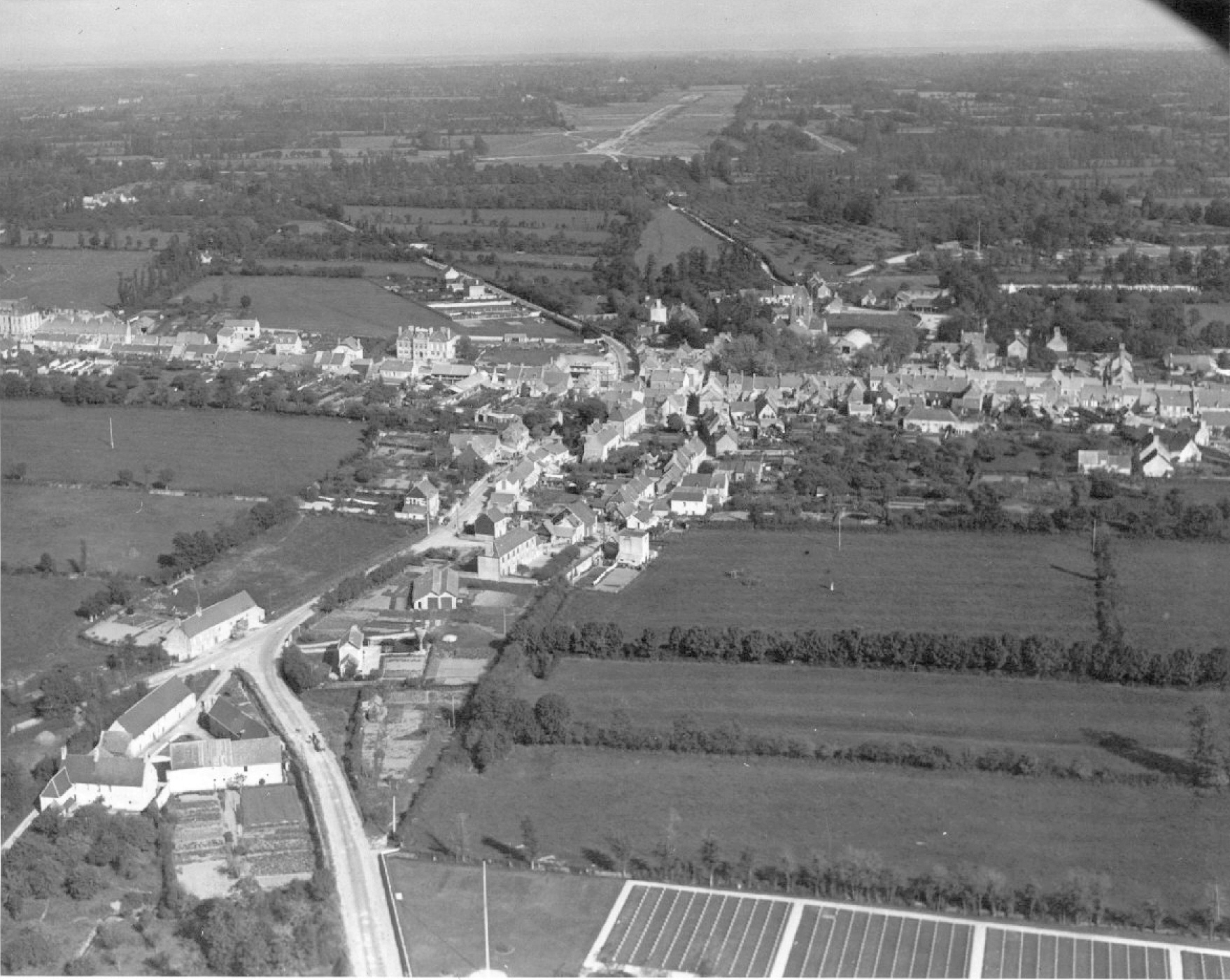
US-Luftaufnahme von Sainte-Mère-Église im Juni 1944

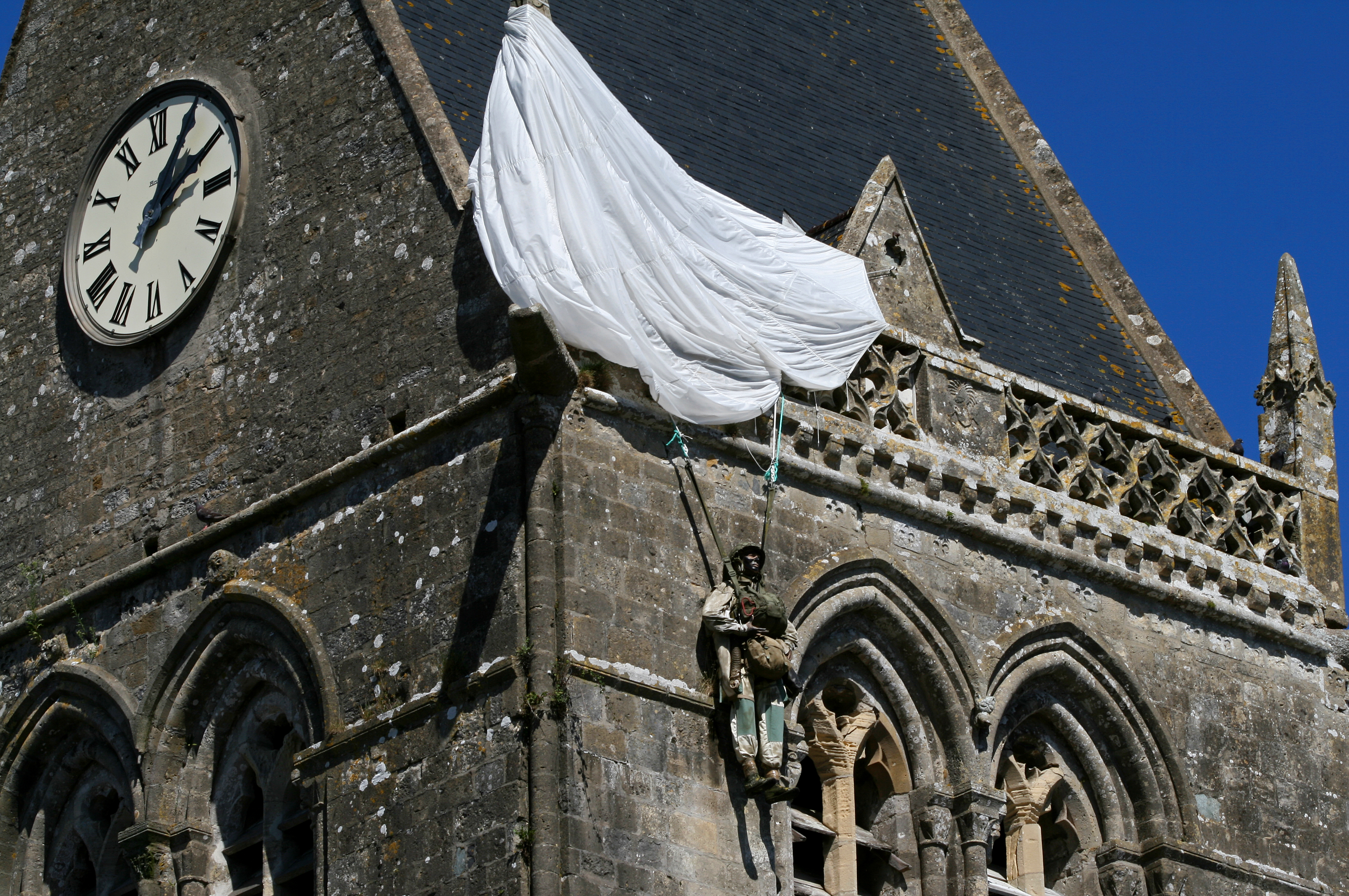
Erinnerung an die missglückte Landung

Am frühen Morgen des D-Days, dem 6. Juni 1944, landeten 14.000 (nach anderen Angaben 15.000) alliierte Fallschirmjäger der US-amerikanischen 82. US-Luftlandedivision (82nd Airborne) im Zuge der Operation Overlord in der im Hinterland des Strandabschnitts Utah Beach gelegenen Stadt. Die Übernahme des Ortes sollte durch die 82. US-Luftlandedivision erfolgen, tatsächlich haben wegen eines Absetzfehlers auch viele Fallschirmjäger der 101. US-Luftlandedivision daran teilgenommen.
Bekannt wurde der Ort durch das Missgeschick des amerikanischen Fallschirmjägers John Steele vom 505. Fallschirmjägerregiment der 82. US-Luftlandedivision. Er blieb mit seinem Fallschirm an einem der Ecktürme des Kirchturms hängen und konnte sich anschließend nicht befreien, da der Kirchplatz heftig umkämpft war. Außer ihm blieb noch ein zweiter Soldat, der 17-jährige Ken Russell, an der Kirche hängen. Von dort oben mussten sie mit ansehen, wie ihre Kameraden im Kampf fielen. Russell berichtete später, dass Sergeant John Ray sie retten wollte, als er bemerkte, dass es ein deutscher Soldat auf sie abgesehen hatte. Der deutsche Soldat schoss Ray in den Bauch, der, als er zu Boden fiel, dem deutschen Soldaten in den Hinterkopf schoss und somit das Leben der beiden Fallschirmjäger Steele und Russell rettete.
Das Ereignis wurde in Der längste Tag verfilmt. Allerdings wird hierbei lediglich das Schicksal des Soldaten Steele gezeigt. Russell kommt in dem Film nicht vor. Im Computerspiel Call of Duty ist das Ereignis ebenfalls eingearbeitet.
Heute erinnert eine Puppe an der Kirchturmspitze an den ungewollten Landepunkt der beiden Fallschirmjäger.
Der erste von den Alliierten befreite französische Ort war allerdings weder Sainte-Mère-Église noch Bayeux, sondern am 8. Oktober 1943 Ajaccio auf Korsika.

## Bevölkerungsentwicklung
| Jahr      | 1962  | 1968  | 1975  | 1982  | 1990  | 1999  | 2009  |
| Einwohner | 1.221 | 1.326 | 1.427 | 1.481 | 1.556 | 1.585 | 1.643 |

## Sehenswürdigkeiten
- Die gotische Kirche wurde im 12. Jahrhundert bis ins 13. Jahrhundert erbaut.
- Gegenüber der Kirche steht das Airborne Museum.

Ferner gibt es entlang der Landungsstrände viele kleine Museen, die sich mit der Invasion befassen.

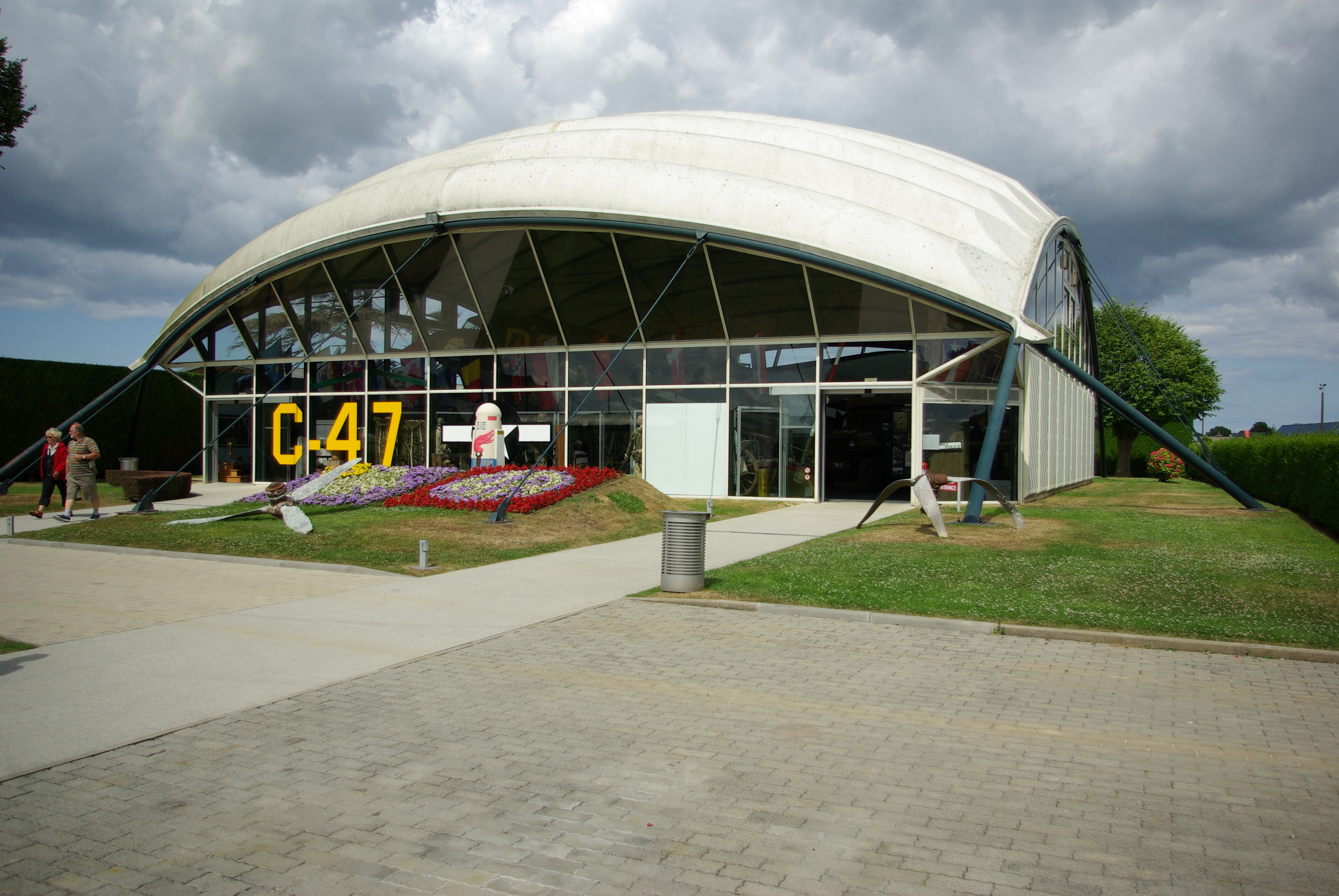
Das Airborne Museum in Sainte-Mère-Église
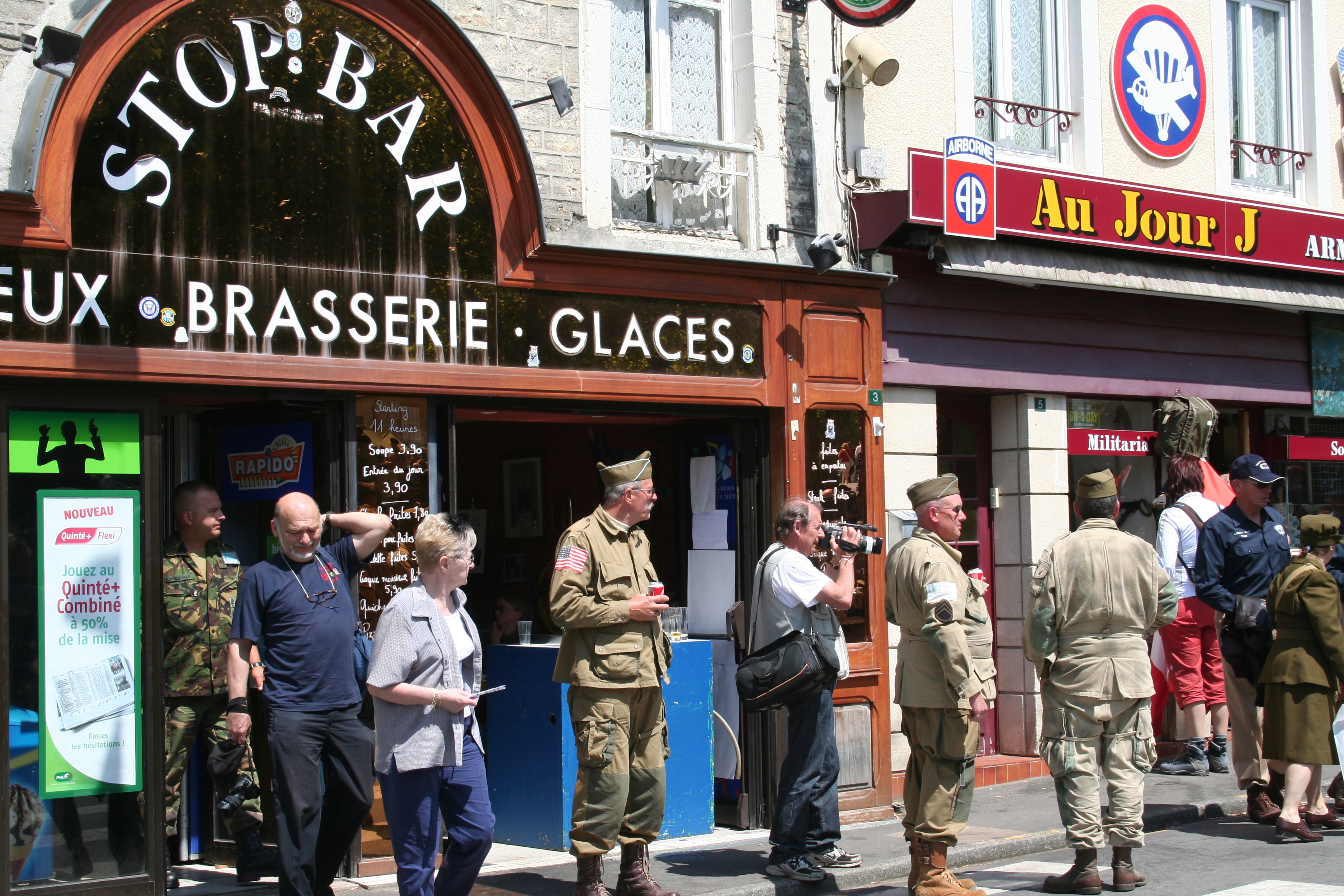
Veteranen und Touristen vor Geschäften in Sainte-Mère-Église.